# Serbiskt kungsljus
Serbiskt kungsljus (Verbascum longifolium) är en flenörtsväxtart som beskrevs av Michele Tenore. Serbiskt kungsljus ingår i släktet kungsljus, och familjen flenörtsväxter. Inga underarter finns listade i Catalogue of Life.